# Ederswiler
Ederswiler est une commune suisse du canton du Jura. Elle est l'unique commune germanophone du canton du Jura, puisque 85 % de sa population est de langue maternelle allemande. Toutefois, une part importante de la population comprend le français et il est enseigné aux élèves.

## Géographie

### Communes limitrophes
Les communes limitrophes sont  Movelier, Pleigne et Roggenburg.

## Population
Avec 122 habitants (au 31 décembre 2018), Ederswiler est l'une des petites communes du canton du Jura. C'est la seule commune germanophone du canton. Parmi les habitants, 84,5 % sont germanophones, 10,1 % francophones et 2,3 % hispanophones (en 2000). En 1850, la population d'Ederswiler était de 219 habitants ; en 1900, elle était encore de 124 habitants. Au cours du XXe siècle, le nombre d'habitants a toujours oscillé entre 110 et 170 personnes. Ederswiler n'ayant plus d'école propre depuis les années 1980, les élèves suivent les cours, en français, dans les écoles de Movelier et de Soyhières.

## Histoire
Ederswiler est mentionné pour la première fois en 1323 sous le nom d'Ernswilre. Le village appartenait à la paroisse de Roggenburg, qui dépendait de l'évêque de Bâle. Il a donné la paroisse comme fief aux comtes de Thierstein de 1389 à 1454. De 1793 à 1815, Ederswiler a appartenu à la France et a d'abord fait partie du département du Mont-Terrible, à partir de 1800 elle a été rattachée au département du Haut-Rhin. Lors du Congrès de Vienne, en 1815, le territoire est rattaché au canton de Berne.
Lors des plébiscites jurassiens de 1974, Ederswiler s'est prononcé contre la création d'un canton du Jura par 42 voix contre 35. Cependant, la commune n'avait pas de frontière commune avec le Laufonnais, de sorte qu'elle ne pouvait pas déterminer elle-même son appartenance cantonale, comme le faisaient toutes les communes frontalières. Le 1er janvier 1979, le passage du canton de Berne au canton du Jura nouvellement créé était donc inévitable. Pendant longtemps, il a été question d'échanger des territoires : Ederswiler devait revenir dans le canton de Berne, tandis que la commune de Vellerat, qui pour les mêmes raisons n'avait pas pu rejoindre le canton du Jura, devait en faire partie. Cependant, après que la population de la vallée de Laufon eut voté en faveur du rattachement au canton de Bâle-Campagne en 1989, Ederswiler n'avait plus de frontières communes avec le canton de Berne.

## Infrastructures
La commune compte une piste de motocross à flanc de montagne.